# Käthe Schirmacher

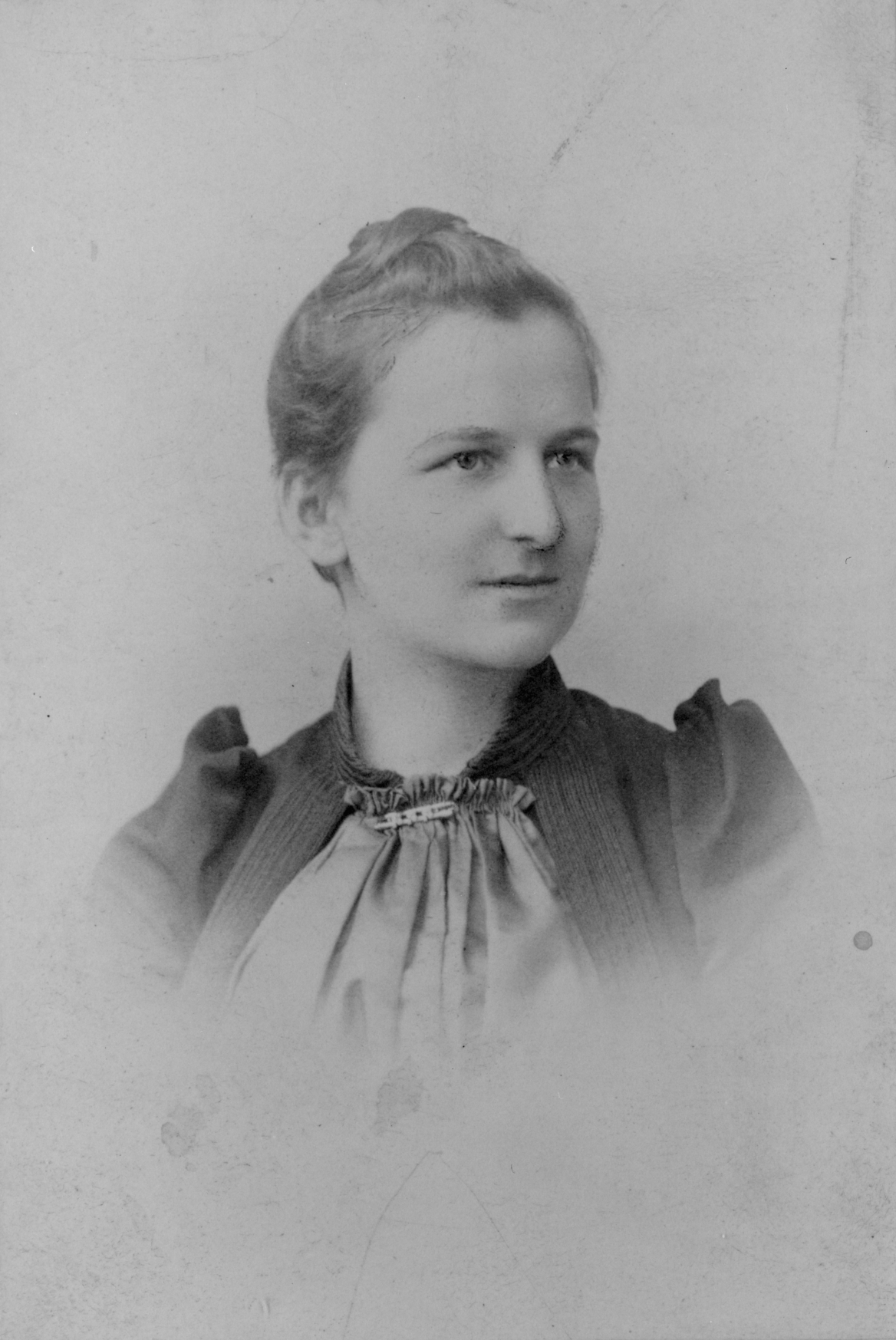
Käthe Schirmacher, Gottheil & Sohn, Danzig, 1893

Käthe Schirmacher (* 6. August 1865 in Danzig; † 18. November 1930 in Meran) war eine deutsche Frauenrechtlerin, Politikerin, Publizistin und Schriftstellerin. In den 1890er-Jahren zählte Schirmacher zu den führenden Persönlichkeiten des radikalen Flügels der bürgerlichen Frauenbewegung, von der sie sich später abwandte. Stattdessen vertrat sie konservativ-nationalistische und völkische Positionen. 1919/20 war sie Mitglied der Weimarer Nationalversammlung für die DNVP.

## Leben
Käthe Schirmacher war eine Tochter von Richard Schirmacher, einem wohlhabenden Danziger Kaufmann. Ihre ältere Schwester Charlotte war mit dem Großkaufmann und liberalen Landtagsabgeordneten Otto Münsterberg verheiratet, der auch Käthe Schirmacher während ihres Studiums finanziell unterstützte.
Nach dem Besuch von höherer Töchterschule und Lehrerinnenseminar in Danzig studierte sie von 1885 bis 1887 an der Pariser Sorbonne Deutsch und Französisch und bestand – als eine der ersten Frauen – die Agrégation (Lehrbefugnis für höhere Schulen). Anschließend verbrachte sie einige Jahre als Oberlehrerin in Liverpool. 1890 kehrte sie nach Danzig zurück, wo sie schrieb und in Frauenkursen unterrichtete. 1893 nahm sie im Zuge einer Amerikareise am ersten Frauenkongress in Chicago teil. Vom Herbst 1893 bis Frühjahr 1895 studierte sie in Zürich und promovierte dort im Fach Romanistik bei Heinrich Morf mit einer Arbeit über Leben und Werke des Schriftstellers Théophile de Viau, die magna cum laude bewertet wurde, zum Dr. phil. Damit war sie eine der ersten Frauen, die einen Doktortitel erwarben. Während ihrer Zürcher Studienjahre war ihre Partnerin Margarethe Böhm-Joachimsen.

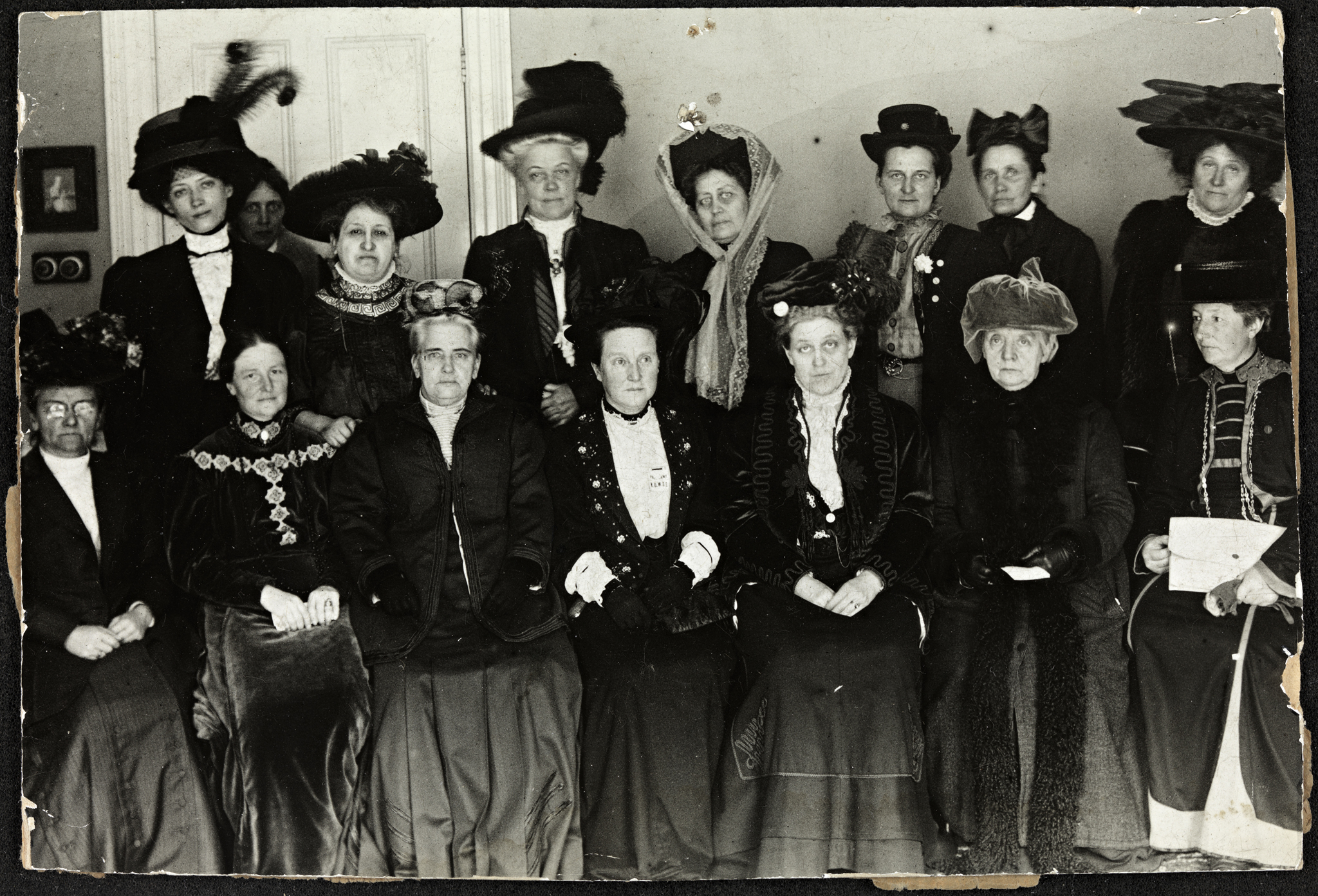
Käthe Schirmacher, hintere Reihe, 3. von rechts, im Suffrage Alliance Congress, London 1909

Nach einer Ägyptenreise lebte sie als Korrespondentin für deutsche und österreichische Zeitungen in Paris und unternahm von dort Vortragsreisen in fast alle europäischen Staaten sowie in die USA. Käthe Schirmacher war auch publizistisch und schriftstellerisch tätig, u. a. verfasste sie den Roman Halb (1893), in dem sie Herrenmoral und Prostitution angriff. Belletristisch gestaltete sie dort und in Die Libertad (1891) eine Fülle von Material, das in ihrer Pariser Studienzeit wurzelte; Protagonistinnen waren in beiden Fällen Studentinnen und Akademikerinnen. 1898 veröffentlichte Schirmacher die Schrift Zur Agitation gegen das Bürgerliche Gesetzbuch, mit welcher sie ihren späteren Kampf für das Frauenstimmrecht das erste Mal ankündigte. 1899 gehörte sie zu den Begründerinnen des Verbands fortschrittlicher Frauenverbände (VFF), 1904 zu denen des Weltbundes für das Frauenstimmrecht (engl. International Woman Suffrage Alliance, IWSA). Sie setzte sich für das Recht von Prostituierten ein.
Ab 1904 wandte sie sich jedoch konservativen und nationalistischen Kreisen zu, zunächst dem Deutschen Ostmarkenverein. Ihr Rechtsruck steht offenbar im Zusammenhang mit ihrer ab 1896 geführten intensiven, wohl auch erotischen, Beziehung zu dem französischen Verwaltungsbeamten Henri Chastenet, der ein ausgesprochener Antidemokrat und Antisemit war. In den Vorstand des „Weltbundes für Frauenstimmrecht“ wurde Schirmacher 1909 nicht wieder gewählt, zumal sie sich weigerte, für das demokratische Wahlrecht einzutreten. Aus dem Vorstand des VFF wurde sie im selben Jahr abgewählt. Ab 1911 stand sie im Kontakt mit dem völkisch-nationalistischen Alldeutschen Verband. Dadurch kam es 1913 zu einem Bruch mit der Frauenbewegung. Im Jahr darauf verließ sie, ebenso wie Klara Schleker, die linksliberale Fortschrittliche Volkspartei.
Auf einem Frauenkongress im Jahr 1903 lernte Schirmacher Klara Schleker kennen, mit der sie ab 1910 zusammen in Marlow in Mecklenburg lebte. Der US-amerikanischen Historikerin Amy Hackett zufolge, die in den 1970er-Jahren Schirmachers Briefe an Schleker auswertete (sie schrieben sich zum Teil mehrmals täglich), führten die beiden „die einzige sichere lesbische Beziehung unter deutschen Feministinnen“ der ersten Welle. Auch wenn die Briefe deutliche Hinweise auf eine auch körperliche und sexuelle Liebesbeziehung enthalten, handelt es sich dabei jedoch um eine rückblickende Zuschreibung von außen. Es ist weder dokumentiert, ob die beiden sich selbst als lesbisch identifizierten, noch, ob sie von ihren Zeitgenossen als homosexuelles Paar wahrgenommen wurden. Lebensgemeinschaften unverheirateter Frauen waren zu der Zeit nicht ungewöhnlich und Schirmacher und Schleker bemühten sich, den Charakter ihrer Beziehung zu verbergen. Als 1911/12 eine Ausweitung des § 175 des Reichsstrafgesetzbuches, der homosexuelle Handlungen zwischen Männern unter Strafe stellte, auf Frauen debattiert wurde, veröffentlichte Schirmacher Artikel, in denen sie die „Frauenfreundschaft“ verteidigte und vor der möglichen Denunziation „Unschuldiger“ warnte.
Ab 1917 war Schirmacher in der extrem nationalistischen Deutschen Vaterlandspartei (DVLP) aktiv, die nach der Novemberrevolution 1918 in der Deutschnationalen Volkspartei (DNVP) aufging. In den Jahren 1919 und 1920 saß Schirmacher als Abgeordnete der DNVP in der Weimarer Nationalversammlung, wo sie zum völkischen Parteiflügel gehörte. In ihren Reden findet man viele rassistische Äußerungen, beispielsweise sprach sie vom „vernegerten Frankreich“ und vom „tierischen Moskau“. Auch ging sie von einer „jüdischen Weltverschwörung“ gegen Deutschland aus. Das nationalkonservative politische Lager, aber auch rechte Kreise der Frauenbewegung, bildeten in Schirmachers letzten Lebensjahren ihr wichtigstes Betätigungsfeld. Ihre Schriften und Vorträge aus dieser Zeit bezeugen die Schwierigkeit ihres Anliegens, ein konservatives Umfeld für die Gleichberechtigung der Frau zu gewinnen.
Klara Schleker teilte auch Schirmachers politisches Engagement und ihre Wende zum konservativen Nationalismus, sie war 1920 die erste Alterspräsidentin des Landtages von Mecklenburg-Schwerin. Ab 1923 lebte außerdem die Lehrerin Hanna Krüger im Haus der beiden, sie fungierte auch als Haushaltshilfe und Sekretärin Schirmachers. In ihren letzten Lebensjahren pflegte Schirmacher zusammen mit Krüger die gebrechliche und depressive Schleker. Dann erkrankte Schirmacher 1929 jedoch selbst – mutmaßlich an Krebs – und starb im Jahr darauf während einer Kur in Meran an „Herzschwäche“. Der umfangreiche Nachlass Schirmachers liegt in der Bibliothek der Universität Rostock.

## Veröffentlichungen (Auswahl)
- Die Libertad. Novelle. Verlag-Magazin, Zürich 1891. 81 S.
- Halb. Roman. Wilhelm Friedrich, Leipzig 1893.
- Der Internationale Frauencongreß in Chicago 1893. Ein Vortrag, gehalten in der Ortsgruppe des Allg. Dt. Frauenvereins zu Dresden, im Verein „Frauenwohl“ zu Königsberg i. Pr., im Verein Frauenwohl zu Danzig und auf der Generalversammlung des Allg. Schwäbischen Frauenvereins zu Stuttgart. Tittmann, Dresden 1894. 24 S.
- Théophile de Viau. Sein Leben und seine Werke (1591–1626). Dissertation, Phil. Fakultät Zürich. Verlag M. Welter, Leipzig 1896. XII, 168 S.
- Aus allen Herren Länder. Gesammelte Studien und Aufsätze. Verlag H. Welter, Paris / Leipzig 1897. 2 Bl., 393 S.
- Literarische Studien und Kritiken. Verlag H. Welter, Paris / Leipzig 1897. 156 S.
- Voltaire. Biographie. O. R. Reisland, Leipzig 1898. XX, 556 S.
- Paris!. Illustr. von Arnould Moreaux und F. Marks. Alfred Schall & Grund, Berlin 1900. 365 S.
- Die Frauenbewegung. Ihre Ursachen, Ziele und Mittel. 1904
  - Die Frauenbewegung. Ihre Ursachen, Ziele und Mittel. 2. durchgesehene Auflage. Deutscher Verein zur Verbreitung gemeinnütziger Kenntnisse, Prag 1909. 16 S. (Sammlung gemeinn. Vorträge, Bd. 311)
- Danziger Bilder. B. G. Teubner, Leipzig & Berlin 1908 (Zeichnungen von Arthur Bendrat)
- Die moderne Frauenbewegung. Ein geschichtlicher Überblick. Teubner, Leipzig 1905. V, 130 S. (Sammlg. wissenschaftlich-gemeinverständlicher Darstellungen, Bd. 67)
- Die Frauenarbeit im Hause. Ihre ökonomische, rechtliche und soziale Wertung. Felix Dietrich, Gautzsch bei Leipzig 1905. 29 S. (2. Aufl. 1912, 22 S.)
- Die Trennung von Staat und Kirchen In Frankreich. Felix Dietrich, Gautzsch bei Leipzig 1908. 16 S.
- Moderne Jugend. Ein Wegweiser für den Daseinskampf. Ernst Reinhardt, München 1910. 263 S.
- Das Rätsel Weib. Eine Abrechnung. 1.–3. Tsd. Duncker, Weimar 1911. 160 S.
- Die Suffragettes. 1. Auflage. Duncker, Weimar 1912. 155 S. [Über die engl.Frauenbewegung.] Neuauflage: Jassmann, Frankfurt 1988. VI, 156 S. ISBN 3-926975-00-8.
- Deutschland über alles!. Ostlandverlag, Charlottenburg 1916. 27 S. (Digitalisierte Ausgabe)
- Rede in der Deutschen Nationalversammlung in Weimar am 5. März 1919. Deutschnat. Schriftenvertriebsstelle, Berlin 1919.
- Flammen. Erinnerungen aus meinem Leben. 1.–8. Tsd. Dürr & Weber, Leipzig 1921. 94 S.  (Zellenbücherei, Bd. 51)
- Die Geknechteten. (Die reichsdeutsche Irredenta). Brunnen-Verlag K. Winckler, Berlin 1922. 1 Karte, 136 S.
- Was verdankt die deutsche Frau der deutschen Frauenbewegung?. 1.–4. Tsd. W. Schneider, Querfurt 1927. 24 S. (Die dt. Frau in Familie, Volk und Staat, Heft 7)
- Die kollektive Frau. Adolf Klein, Leipzig 1931. 16 S.

### Übersetzungen
- Emma Hosken – Woodward: Männer, Frauen und Fortschritt. Autorisierte Übertragung von Käthe Schirmacher. Weimarer Verlags – Anstalt, Weimar 1893. 82 S. (Bibliothek der Frauenfrage, Bd. 8)
- Elinor Glyn: Ambrosines Tagebuch. (Reflections of Ambrosine). Autor. Übers. aus dem Engl. von Käthe Schirmacher. Engelhorn, Stuttgart 1904. 152 S. (Engelhorns allgemeine Romanbibliothek, Jg. 20, Bd. 19)
- Marguerite Poradowska: Eine romantische Hochzeit. (Mirage romanesque). Zwei Bände. Autorisierte Übers. aus dem Franz. von K. Schirmacher. Engelhorn, Stuttgart 1906. 144, 141 S. (Engelhorns allg. Romanbibl., Jg. 22, Bd. 13 + 14)
- Voltaires Briefwechsel. Ausgewählt und ins Dt. übertragen von Käthe Schirmacher. Insel-Verlag, Leipzig 1908. 294 S.